# Callionymus caeruleonotatus
Callionymus caeruleonotatus är en fiskart som beskrevs av Gilbert, 1905. Callionymus caeruleonotatus ingår i släktet Callionymus och familjen sjökocksfiskar. Inga underarter finns listade.